# 600-celle
In geometria quadridimensionale, la 600-cella (detta anche tetraplesso, da "complesso di tetraedri", esacosicoro o politetraedro) è uno dei sei policori regolari. È considerato la naturale estensione in dimensione 4 dell'icosaedro. 

## Descrizione
Una 600-cella è l'inviluppo convesso di 120 punti nello spazio euclideo 4-dimensionale {\displaystyle \mathbb {R} ^{4}}. Sia
{\displaystyle \varphi ={\frac {1+{\sqrt {5}}}{2}}.}
I punti sono i seguenti:
- 16 vertici del tipo: 
{\displaystyle \left(\pm {\frac {1}{2}},\pm {\frac {1}{2}},\pm {\frac {1}{2}},\pm {\frac {1}{2}}\right)}
- 8 vertici del tipo:
{\displaystyle (0,0,0,\pm 1)} e sue permutazioni
- 96 vertici del tipo:
{\displaystyle \left(\pm {\frac {1}{2}},\pm {\frac {\varphi }{2}},\pm {\frac {1}{2\varphi }},0\right)} e le sue permutazioni pari.

I primi 16 punti sono i vertici di un ipercubo, gli 8 seguenti sono quelli di un esadecacoro, e i 24 punti insieme formano i vertici di un 24-celle.
I 120 punti formano un sottogruppo dei quaternioni.

## Proiezioni
Un poliedro 3-dimensionale può essere disegnato sul piano (bidimensionale): il disegno che ne risulta è generalmente l'immagine di una proiezione del poliedro sul piano. Analogamente, ogni policoro 4-dimensionale può essere proiettato nello spazio 3-dimensionale. L'immagine di questa proiezione dipende dal modo in cui il policoro è posizionato nello spazio euclideo 4-dimensionale (che in matematica è indicato con il simbolo {\displaystyle \mathbb {R} ^{4}}).

### Proiezioni sul piano bidimensionale
| Proiezioni ortografiche                             | Proiezioni ortografiche                                        |
| --------------------------------------------------- | -------------------------------------------------------------- |
| Centrata su un vertice, mostra simmetria decagonale | Una proiezione ortografica nel poligono di Petrie 30-gonale    |
| Centrata su un vertice, mostra simmetria quadrata   | Centrata su una faccia triangolare, mostra simmetria esagonale |

Confronto animato a fotogrammi sincronizzati della 600-cella usando la proiezione ortogonale isometrica (a sinistra) e in prospettiva (a destra).

## Sviluppo
Lo sviluppo dell'esacosicoro è composto da 600 tetraedri regolari uniti in modo da avere, a due a due, una sola faccia in comune.

## Dualità
La 600-cella è duale dell'iperdodecaedro o 120-cella, come l'icosaedro è duale del dodecaedro.

## Relazione di Eulero
Per questo policoro vale la relazione (4-dimensionale!) di Eulero, dove V è il numero di vertici, F è il numero di facce, S è il numero di spigoli e C è il numero di celle: 
{\displaystyle V+F=S+C.}
In questo caso 120 + 1200 = 720 + 600, cioè 1320 = 1320.